# Леонов, Иван Фёдорович
Ива́н Фёдорович Лео́нов (1809—1854) — русский педагог, профессор Виленской медико-хирургической академии и Киевского университета.

## Биография
Родился в 1809 году.
В 1820—1822 годах числился на военной службе — юнгой в черноморской артиллерии. В 1824—1825 годах учился в Харьковской гимназии, окончив которую начал обучение на отделении врачебных и медицинских наук Харьковского университета. Окончил университет в 1830 году со степенью лекаря 1-го отделения; 15 июля 1830 года заведующий кафедрой анатомии, физиологии, судебной медицины и медицинской полиции А. С. Венедиктов просил себе помощника и в качестве такового представил Ивана Леонова, который и был назначен прозектором с поручением чтения лекций по анатомии со званием «лектора анатомии».
В 1831 году он был командирован для борьбы с эпидемией холеры в Кременчуг и его труд был отмечен перстнем с бриллиантами.
В мае 1834 года был утверждён адъюнктом. После увольнения из университета Венедиктова в декабре 1835 года, после конфликта с деканом медицинского факультета профессором А. И. Блументалем, Леонов читал все предметы преподавания, причисленные к кафедре анатомии. В 1836 году, после представления описания 8 операций в хирургической клинике был удостоен звания медико-хирурга, что давало ему право на допуск к экзамену на следующее звание — инспектора врачебной управы, которое он и получил в июле 1837 года. Также в июне 1836 года он был избран секретарём совета медицинского факультета. Почти три семестра кафедра анатомии оставалась без профессора. Леонов не мог претендовать на заведование кафедрой, так как не защитил диссертацию. Поэтому в мае 1837 года профессором кафедры стал доктор медицины, прибывший из Петербурга, П. А. Наранович. Более того, Леонов не смог убедить попечителя Харьковского учебного округа графа Головкина, что в ближайшее время он защитит диссертацию, что по новому университетскому уставу было обязательным для должности. В результате, после приезда Нарановича он лишился адъюнктуры и был понижен до прозектора. Тем не менее, в 1837 году Леонов выдержал докторский экзамен и, защитив диссертацию, 9 февраля 1838 года был удостоен степени доктора медицины и хирургии.
В феврале 1839 года уволился из университета и в июне был назначен адъюнктом Виленской медико-хирургической академии, а уже в следующем году утверждён в звании экстраординарного профессора академии по кафедре патологической анатомии.
После закрытия Виленской академии в 1842 году И. Ф. Леонов был переведён ординарным профессором государственного врачебноведения в Киевский университет, где преподавал до 1853 года, когда по болезни был уволен от службы.
Скончался в Киеве 13 (25) января 1854 года.